# Genetta cristata
Genetta cristata là một loài động vật có vú trong họ Cầy, bộ Ăn thịt. Loài này được Hayman In Sanborn mô tả năm 1940.

## Hình ảnh

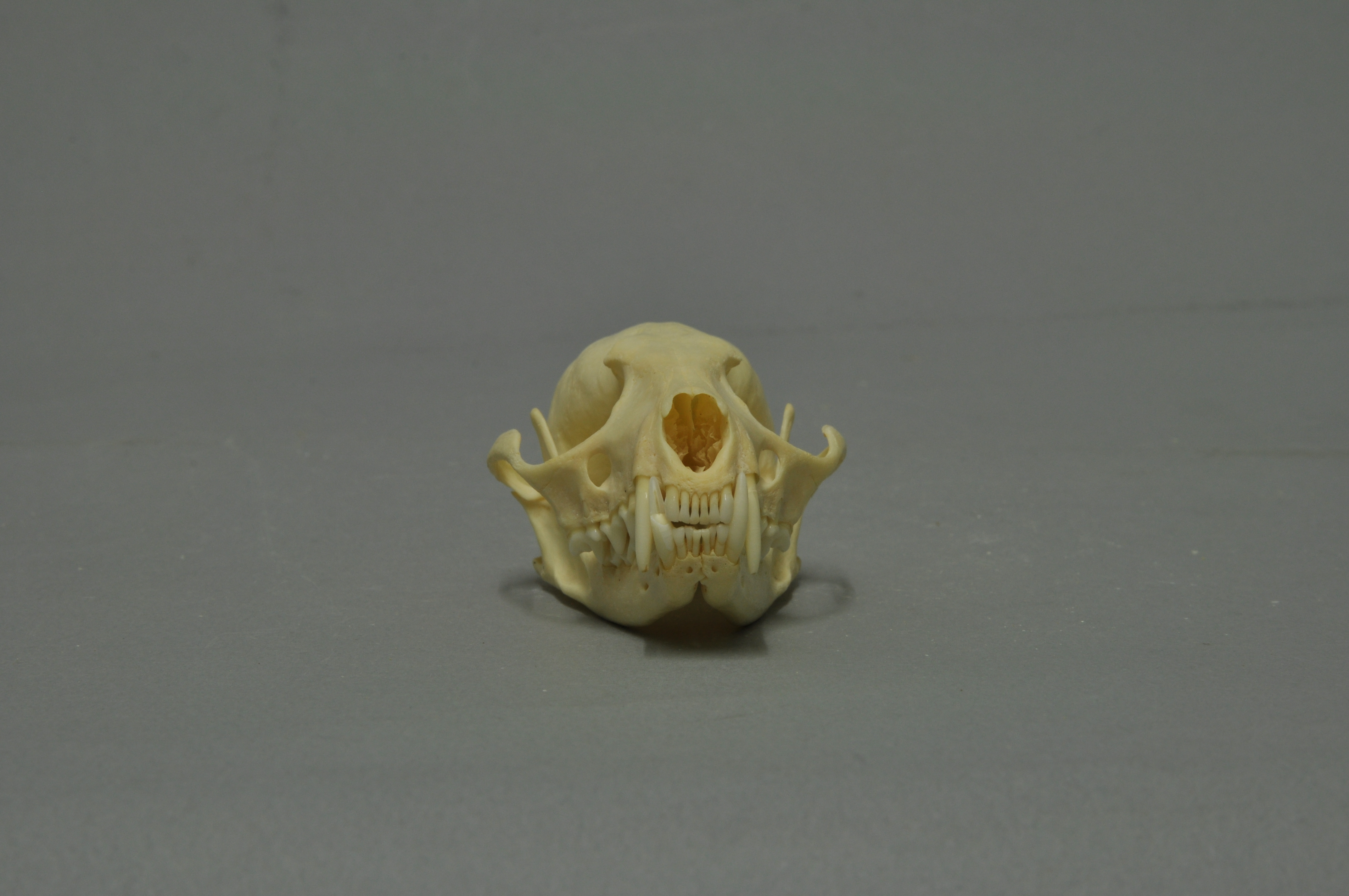
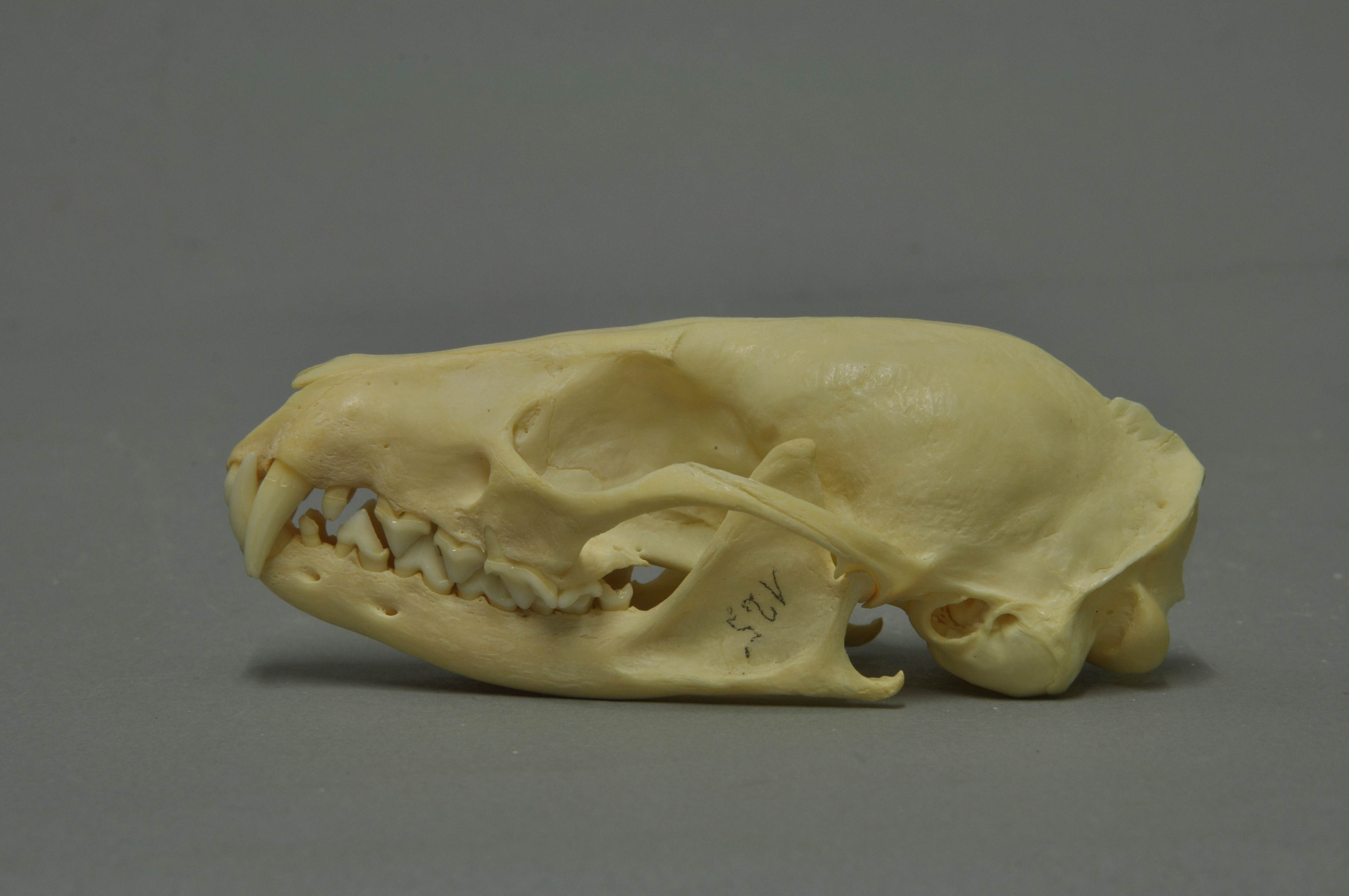
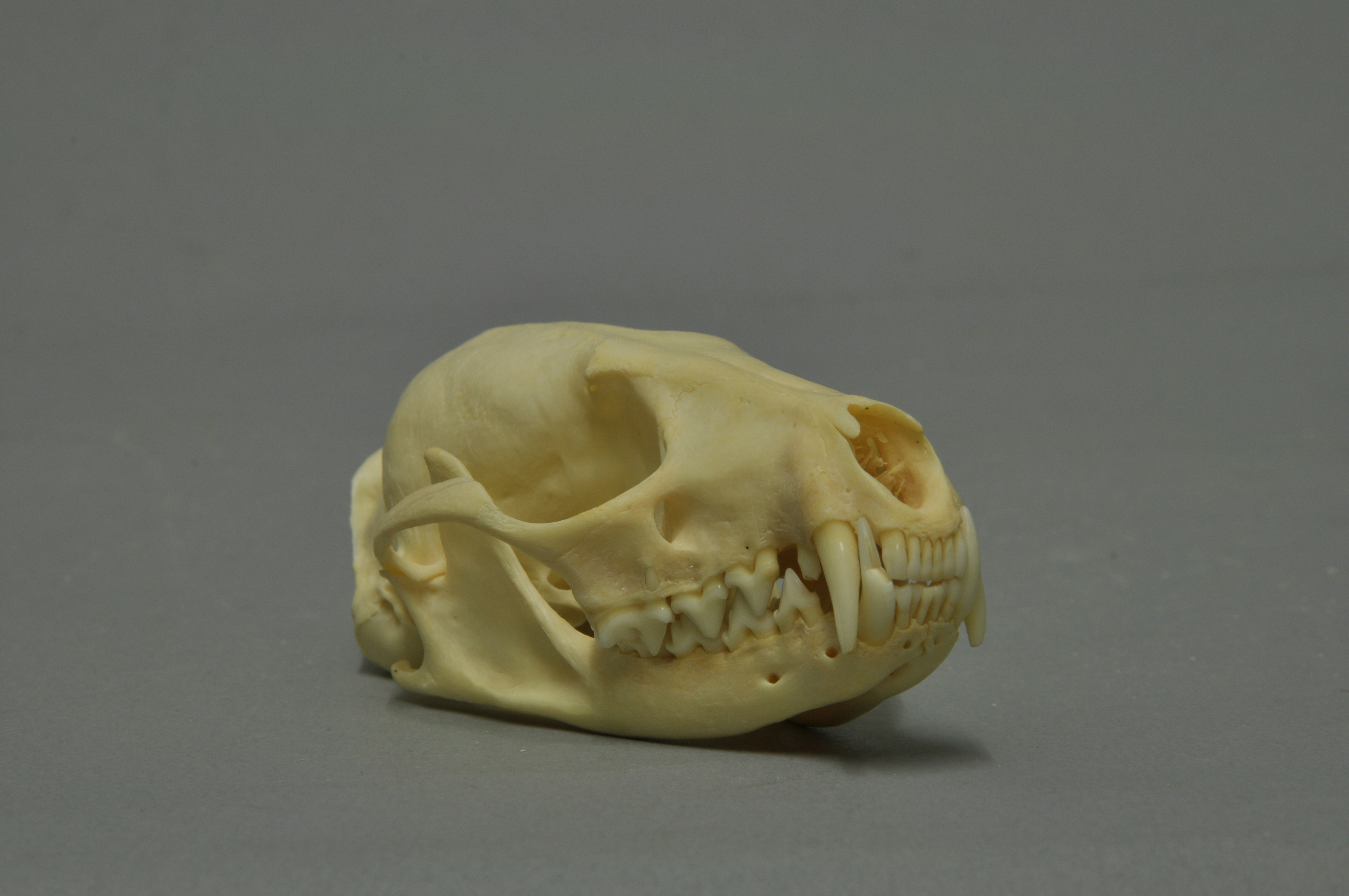